# Tweede Nationale Vergadering
De tweede Nationale Vergadering was de tweede zittingsperiode van de Nationale Vergadering van de Bataafse Republiek en duurde van 31 augustus 1797 tot 22 januari 1798.

## Historie
Na de verwerping van de ontwerp-constitutie moest een nieuw ontwerp worden gemaakt. Daartoe werd wederom een commissie van eenentwintig leden in het leven geroepen. Net als in de eerste Nationale Vergadering werden de leden die daarin zitting hadden, vervangen door gekozen plaatsvervangers. 
Op 31 augustus 1797 werden Herman Bromet en Hartog de Hartog Lémon als eerste joodse parlementsleden van de Republiek toegelaten tot de Nationale Vergadering.
Aangezien het indienen van een ontwerp-grondwet volgens velen te lang duurde, namen een aantal radicale democraten (unitariërs) het initiatief tot een staatsgreep. Het Franse Directoire gaf hiervoor zijn toestemming. De staatsgreep vond uiteindelijk plaats op 22 januari 1798. 22 federalistische en gematigde leden van de Vergadering werden gearresteerd. De 14-daagse voorzitter Midderigh, met tevens het bevel op het Haagse garnizoen, opende de vergadering. Hij verlangde dat de niet-gearresteerde leden een verklaring tegen het stadhouderlijk bestuur, het federalisme, de aristocratie en de anarchie zouden afleggen. De elf leden die dit weigerden en de tweeëntwintig leden die stadsarrest hadden en op 22 maart werden opgesloten in paleis Huis ten Bosch, keerden niet terug in het opvolgende 'rompparlement', dat als naam 'Constituerende Vergadering' kreeg. Naar Frans model werd een op die dag Uitvoerend Bewind geïnstalleerd.